# Pete Lau
Pete Lau oder Liu Zuohu (chinesisch 刘作虎, Pinyin Liú Zuòhǔ; * 5. Mai 1975 in Hanchuan, China) ist ein chinesischer Unternehmer. Er ist Mitbegründer und Chief Executive Officer des chinesischen Smartphone-Herstellers OnePlus.

## Karriere bei Oppo
Lau begann seine Tätigkeit bei Oppo Phone Electronics als Hardware-Ingenieur. Später wurde er Direktor der Blu-ray-Abteilung von Oppo. In Technikerkreisen wurde Lau berühmt, als er die Logikplatine eines Blu-ray-Players zertrümmerte, um seine Enttäuschung über das Schaltungsdesign auszudrücken.
Lau wurde später Leiter der Marketingabteilung, bevor er schließlich zum Vizepräsidenten ernannt wurde. Als Vizepräsident war er maßgeblich daran beteiligt, CyanogenMod, ein Android-basiertes Betriebssystem, auf das Oppo N1 Smartphone zu bringen. Im November 2013 trat er von Oppo zurück, nachdem er über ein Jahrzehnt für das Unternehmen gearbeitet hatte.

## OnePlus
Im Dezember 2013 gründeten Lau und Carl Pei ihr eigenes Unternehmen namens "OnePlus" mit dem Ziel, "ein schöneres und hochwertigeres Produkt" zu schaffen. Zum Zeitpunkt der Gründung hatte OnePlus nur 6 Mitarbeiter. Kosteneinsparungen hatten für das Unternehmen von Anfang an Priorität, so dass sich Lau dafür entschied, das erste Produkt seines Unternehmens ausschließlich online zu verkaufen und sich dabei von Marktmodellen der Nexus-Reihe und von Oppo inspirieren zu lassen. Lau wählte Cyanogenmod als Betriebssystem für das Gerät und baute seine Beziehungen zu Stefanie Kondik von Cyanogen Inc. aus, die er während seiner Zeit bei Oppo kennengelernt hatte.
Da OnePlus über keine eigene Produktionsstätte verfügte, ließ Lau das Gerät in den Einrichtungen seines ehemaligen Unternehmens Oppo herstellen. Das Gerät namens OnePlus One wurde im April 2014 offiziell angekündigt und konnte ab Juni 2014 online bestellt werden. Das One erhielt positive Kritiken von der Tech-Community, die die Spezifikationen, die Leistung, das Design und den aggressiven Preis des Telefons lobten. Die Liebe zum Detail des Geräts, ein Aspekt, der Lau zugeschrieben wird, wurde von mehreren Technikexperten gelobt. Aufgrund des begrenzten Produktangebots war das Telefon zunächst nur über ein Einladungssystem erhältlich.
Der Preis des Telefons wurde in den technischen Medien breit diskutiert. Die 16-GB-Version des Telefons kostete 299 USD bzw. 269 €, während die 64-GB-Version 349 USD bzw. 299 € kostete, also fast die Hälfte des Preises anderer Flaggschiffgeräte mit ähnlichen Spezifikationen zu dieser Zeit. Lau führte die niedrigen Preise auf die fehlenden Marketingkosten, die Online-Marketingstrategie und die geringen Gewinnspannen zurück. Die Strategie wurde von der Tech-Website Tech Radar als mutig und riskant für ein neues Unternehmen bezeichnet. Eine Phone Arena kommentierte: „Wenn es OnePlus gelingt, sein Smartphone ohne Fernsehwerbung zu verkaufen, dann hat es etwas geschafft, was die großen Hersteller nie erreichen konnten.“
Bis Dezember 2014 wurden fast 1 Million Telefone verkauft. OnePlus kündigte ein weiteres Betriebssystem OxygenOS für seine Smartphones an, als YU Televentures, eine Tochtergesellschaft von Micromax, bekannt gab, dass nur sie die Erlaubnis für die Verwendung von Cyanogen OS in Indien hatte.